# Bolesław Szkutnik
Bolesław Szkutnik (ur. 16 grudnia 1942 w Gornji Bakinci w Bośni i Hercegowinie) – polski ekonomista i polityk, poseł na Sejm X kadencji, były dyrektor Kombinatu Metalurgicznego w Nowej Hucie.

## Życiorys
Ukończył Wyższą Szkołę Ekonomiczną we Wrocławiu w 1965, uzyskując tytuł zawodowy magistra nauk ekonomicznych. Od 1965 pracował w Zakładzie Energetycznym Okręgu Dolnośląskiego we Wrocławiu, a od 1967 w Kombinacie Metalurgicznym Huta im. Lenina, początkowo jako starszy ekonomista, potem dyrektor administracyjny, dyrektor ds. technicznych, dyrektor handlowy, a od 1989 dyrektor naczelny Kombinatu.
W 1972 wstąpił do Polskiej Zjednoczonej Partii Robotniczej, pracował w komisjach problemowych Komitetu Krakowskiego PZPR. Od 1989 do 1991 pełnił mandat posła na Sejm kontraktowy z okręgu nowohuckiego. Na koniec kadencji należał do Parlamentarnego Klubu Lewicy Demokratycznej, pracował w Komisji Spraw Zagranicznych, Komisji Systemu Gospodarczego i Polityki Przemysłowej oraz w Komisji Nadzwyczajnej do rozpatrzenia projektów ustaw związanych ze stabilizacją gospodarczą oraz zmianami systemowymi.

## Odznaczenia
- Krzyż Kawalerski Orderu Odrodzenia Polski (1985)
- Złoty Krzyż Zasługi (1979)